# Chamoson
Chamoson (/ʃamɔzɔ̃/) est une commune suisse du canton du Valais, située dans le district de Conthey, entre les villes de Martigny (17 km) et de Sion (12 km).

## Géographie

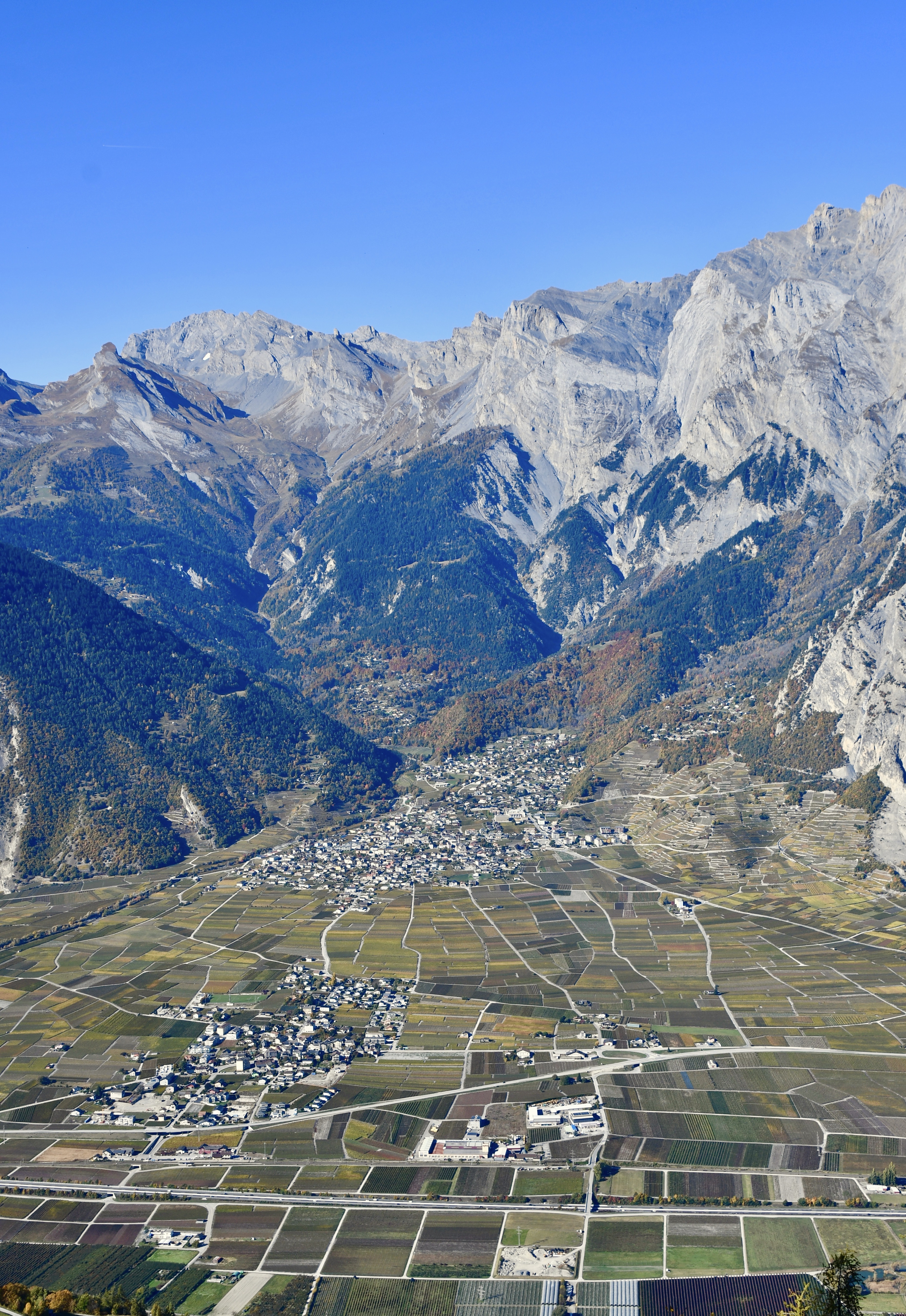
Le territoire de la commune vu depuis Nendaz.

### Situation générale
Le territoire de Chamoson s'étend sur 32,47 km2. Lors du relevé de 2013-2018, les surfaces d'habitations et d'infrastructures représentaient 8,1 % de sa superficie, les surfaces agricoles 23,4 %, les surfaces boisées 31,7 % et les surfaces improductives 36,8 %.
Au nord, le Grand Muveran fait office de frontière avec la commune de Bex dans le canton de Vaud. Le massif du Haut de Cry fait office de frontière avec la commune de Conthey. À l'est, le rocher du Cy de Grü et le pied du coteau font office de frontière avec la commune d'Ardon. Au sud, le Rhône crée la frontière avec les communes de Nendaz et de Riddes. Enfin, à l'ouest, la rivière Losentse fait office de frontière avec la commune de Leytron.

### Localités
La commune comporte plusieurs localités, la principale étant bien-entendu Chamoson, au sommet du cône d'alluvions de la Losentse, avec 2 360 habitants recensés.
Juste au-dessus de ce village, se situe le hameau du Grugnay avec 203 habitants recensés. Au pied du coteau s'étend Saint-Pierre-de-Clages (604 habitants), célèbre pour son église romane. Sur le flanc du Haut de Cry, les deux hameaux d’Azerin et de Némiaz totalisent 117 habitants. Entre la Losentse et son affluent, le torrent de Cry, le hameau Les Vérines abrite 236 personnes. Enfin, le hameau de Châtelard se situe à l'Ardève, tandis que sur les hauteurs, proche de la limite communale avec Leytron, on trouve les Mayens de Chamoson, avec 302 habitants.
Les indications de population datent du recensement 2016.

### Hydrographie
Comme pour la majorité des communes du Valais, le territoire de Chamoson se trouve entièrement sur le bassin versant du Rhône.
Le cours d'eau principal, la Losentse, prend sa source à l'étang de la Forcla situé au pied du Pacheu. Elle compte trois affluents : le Grand Tsené, s'écoulant depuis la Pointe de Chemo, le torrent de Cry et le Tsené (anciennement torrent de Saint-André ou Merdesson) en provenance du Haut de Cry.

### Montagnes
La commune de Chamoson est délimitée par de nombreux sommets de montagnes : L'Ardève (1 501 m), le Grand Muveran (3 051 m), la Tête aux Veillon (2 846 m), Le Pacheu (2 798 m), la Tita Naire (2 701 m), les Pointes de Tsériés (2 753 m), le Haut de Cry (2 969 m), la Tête de Vertsan (2 563 m), les Ancillons (1 640 m), la Routia (1 306 m) et le Cy de Grü (746 m).
Les quelques montagnes situées entièrement sur la commune sont : la Pointe de Chemo (2 626 m), la Dent de Chamosentse (2 721 m), le Sécheralle (2 522 m) et la Tita di Larzes (2 038 m).

## Toponymie
Le nom de la commune, qui se prononce /ʃamɔzɔ̃/, désigne par ellipse un domaine appartenant à une personne nommée Camusius ou Camusio.
Son ancien nom allemand est Tschamboss.

## Histoire

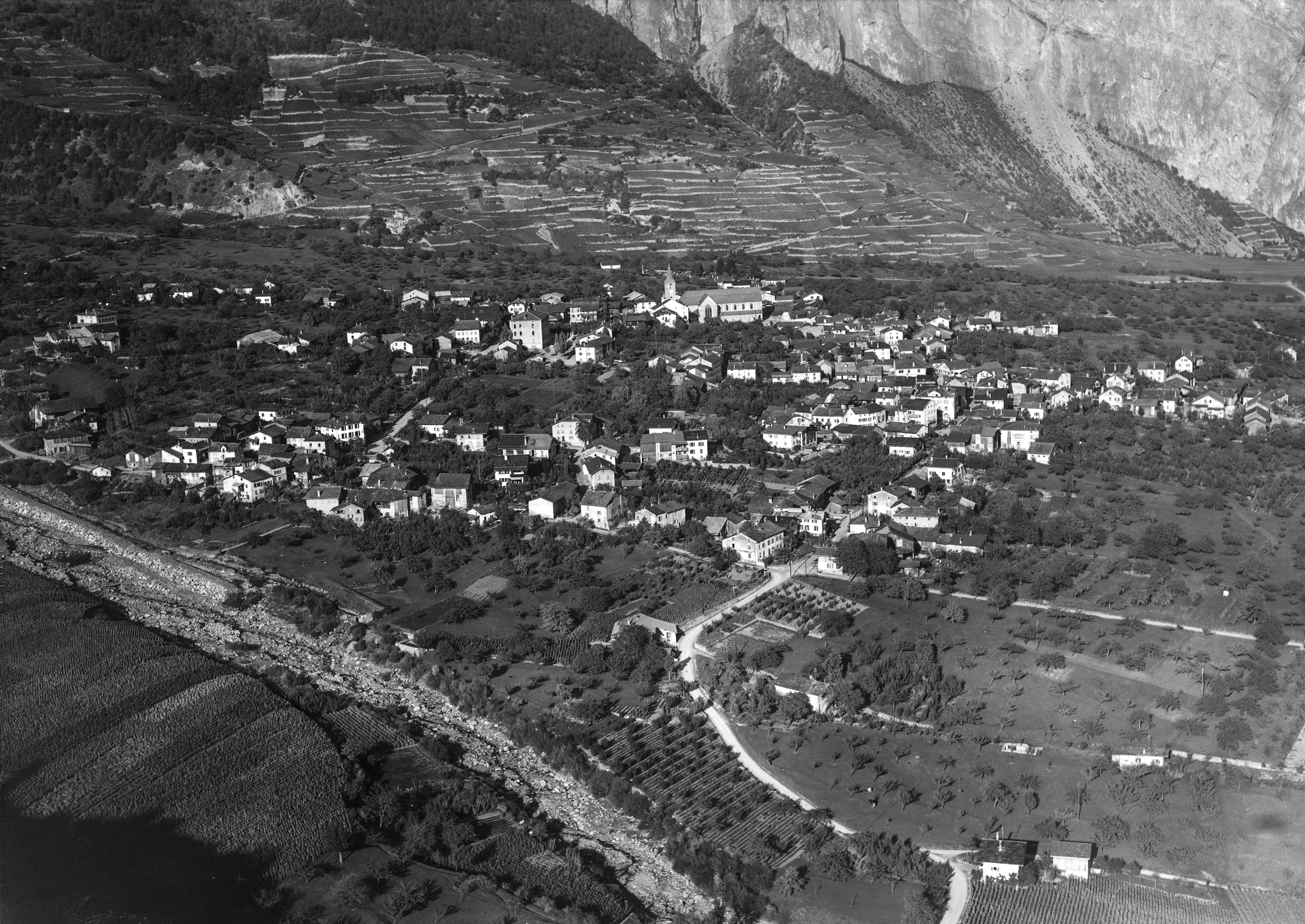
Vue aérienne (1955).

On est incapable de dater la création de ce village, la plus ancienne découverte est une hache-ciseau en amphibolite calcique découverte au lieu-dit La Posse, datant du 5e millénaire av. J.-C.. Des habitats en terrasses datant de la période de l'âge du Bronze final ont été mis au jour sur le haut du cône des Lumeires.
Des vestiges de villa gallo-romaine ont été trouvés également, les archéologues s'accordant à décréter que c'est là que se trouvait un lieu de villégiature pour les habitants de Sedunum : campus amasorium (camp d'amusement) .
En 999, le roi Rodolphe III de Bourgogne cède les villages de Chamoson, Ardon et Saint-Pierre-de-Clages à l'évêque de Sion.
Durant le Moyen Âge, Ardon et Chamoson forment une même seigneurie, qui au fil des luttes va appartenir tantôt à l'évêque de Sion, tantôt à la maison de Savoie.
Vers 1230, de nombreux écrits font référence à la construction d'une fortification à Chamoson par l'évêque Landry de Mont, bâtisseur du château de la Soie. Lors du traité du 18 mai, le comte Amédée IV de Savoie reconnaît la propriété de ces deux châteaux à l'évêché de Sion, puis il est cédé en 1260 à Pierre II de Savoie. En 1266, pour réduire les coûts d'entretien, le château de Chamoson est partiellement démantelé. Il est remis en état deux ans plus tard par l'évêché lorsque Philippe Ier de Savoie le restitue.
Lors de l'année 1384, Amédée VII massacre la garnison du château du Crest à Ardon. Les défenseurs de Chamoson préfèrent se rendre sans opposer de résistance et se voient rattachés à la Savoie. Le château est démantelé durant cette période. Après la bataille de la Planta, en 1475, le Prince-évêque de Sion reprend le contrôle de cette région.
Le 8 août 2018, une importante lave torrentielle a déferlé sur Chamoson après un orage,.

## Population et société

### Gentilé et surnom
Les habitants de la commune se nomment les Chamosards (lé Tsamozâ en patois valaisan). Ils sont surnommés lé Leu, soit les loups, en raison de leur appétit insatiable.

### Démographie

#### Évolution de la population
Chamoson compte 4 178 habitants au 31 décembre 2022 pour une densité de population de 129 hab/km2. Sur la période 2010-2019, sa population a augmenté de 27,6 % (canton : 10,5 % ; Suisse : 9,4 %).  

#### Pyramide des âges
En 2020, le taux de personnes de moins de 30 ans s'élève à 30,4 %, au-dessous de la valeur cantonale (31,7 %). Le taux de personnes de plus de 60 ans est quant à lui de 26,8 %, alors qu'il est de 26,6 % au niveau cantonal.
La même année, la commune compte 1 989 hommes pour 1 997 femmes, soit un taux de 49,9 % d'hommes, supérieur à celui du canton (49,6 %).
| Hommes | Classe d’âge | Femmes |
| ------ | ------------ | ------ |
| 0,6    | 90 ans ou +  | 1,0    |
| 7,1    | 75 à 89 ans  | 9,3    |
| 17,2   | 60 à 74 ans  | 18,4   |
| 21,0   | 45 à 59 ans  | 20,5   |
| 22,4   | 30 à 44 ans  | 21,7   |
| 15,9   | 15 à 29 ans  | 12,6   |
| 15,8   | - de 14 ans  | 16,5   |

| Hommes | Classe d’âge | Femmes |
| ------ | ------------ | ------ |
| 0,5    | 90 ans ou +  | 1,2    |
| 7,5    | 75 à 89 ans  | 9,4    |
| 16,8   | 60 à 74 ans  | 17,7   |
| 22,2   | 45 à 59 ans  | 21,7   |
| 20,3   | 30 à 44 ans  | 19,4   |
| 17,7   | 15 à 29 ans  | 16,6   |
| 14,9   | - de 14 ans  | 14,1   |

## Politique
Le conseil communal comporte 5 élus. L'actuel est composé de : Claude Crittin (président), Sandra Maillard-Koller (vice-présidente), Christophe Bessero, Stéphane Giroud et Luc Monsciani.
Au niveau cantonal, la commune n'a jamais eu d'élus au Conseil d'état. 32 habitants ont eu la chance de siéger au Grand Conseil, dont 4 l'ont même présidé : Albert Delaloye (1932-1934), Robert Carrupt (1958-1960), Albert Biollaz (1966-1968) et Charles-Marie Crittin (1973-1974).
Au niveau fédéral, la commune compte 3 personnes ayant été élues conseillers nationaux : Camille Crittin (1928-1959), Antoine Favre (1943-1959) et Félix Carruzzo (1959-1979).

## Économie

### Viticulture
Chamoson est la plus grande commune viticole du Valais, avec ses 427 hectares de vignes. Le terroir de Chamoson est réputé idéal pour le sylvaner, dont résulte un vin appelé Johannisberg.

### Activité minière
Une mine de fer, à Chamoson, produisait la « chamosite ». Au tout début du XIXe siècle, Pinson et Liotard en sont les premiers propriétaires connus. En 1814, un ingénieur français de mines, Émile Gueymard, signale ici de nombreuses scories qui attestent une exploitation ancienne. En 1820, un autre ingénieur des mines, Pierre Berthier, précise que ce minerai est formé de sous-silicate de fer, de sous-silicate d'alumine, et d'eau, une composition qui ne semble pas attestée ailleurs. Berthier propose donc d’appeler ce minerai « chamosite » du nom du lieu de sa découverte.
Jusqu’en 1857, le minerai est transporté par luges, puis par chars à bœufs jusqu'aux forges d'Ardon. En 1855, ce filon produit 1 500 tonnes de minerai, mais les prix d'extraction augmentant, il n’est bientôt plus rentable. L'exploitation est interrompue en 1857.
Une nouvelle concession est accordée en 1936 et l'exploitation reprend en 1941, le transport se faisant désormais en partie au moyen d'un téléphérique. Mais la société qui se charge de l’exploitation est mise en sursis concordataire en 1944, quelques jours avant qu'une avalanche emporte une partie des installations. En outre, en 1945, le Conseil fédéral interdit l'usage du bois local pour traiter le minerai. La liquidation est donc prononcée et la fermeture définitive de la mine intervient le 6 novembre 1946. Seuls quelques vestiges attestent encore cette activité qui fut un temps importante.
Dans un tout autre domaine, une découverte en 1980 a révélé un four à goudron végétal dans un abri sous roche au pied de l'Ardève. Cette installation exceptionnelle, la seule connue à ce jour en Suisse romande, se situe dans un bois à 750 mètres d'altitude, au haut d'une vigne sur la rive droite de la Losentze. Il n'y a pas pour l'instant d'éléments permettant sa datation.

## Culture et patrimoine

### Patrimoine bâti
Église paroissiale Saint-André. Édifice de structure basilicale à trois nefs, néogothique, avec transept et chœur polygonal. Construite en 1928-1930 par l'architecte Lucien Praz. Le clocher, conservé de l'ancienne église, présente une flèche pyramidale et date de 1751-1752 (millésimé sur les fers qui ceinturent le sommet du clocher). À l'intérieur de l'église, la mosaïque ornant l'abside, les peintures murales dans la nef, ainsi que les vitraux datent de 1928-1930 et sont dus à Edmond Bille.

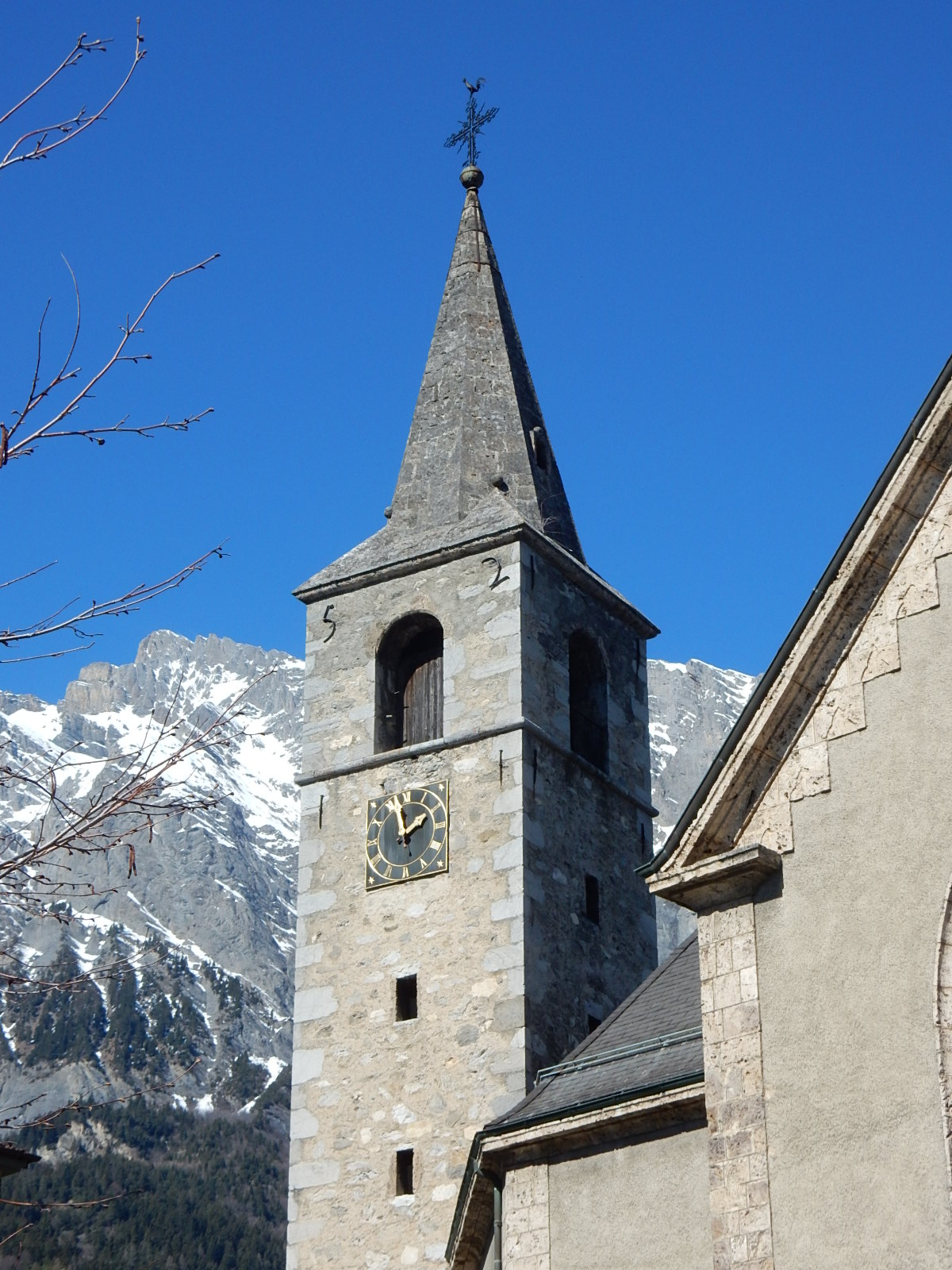
Chamoson, église paroissiale, clocher.
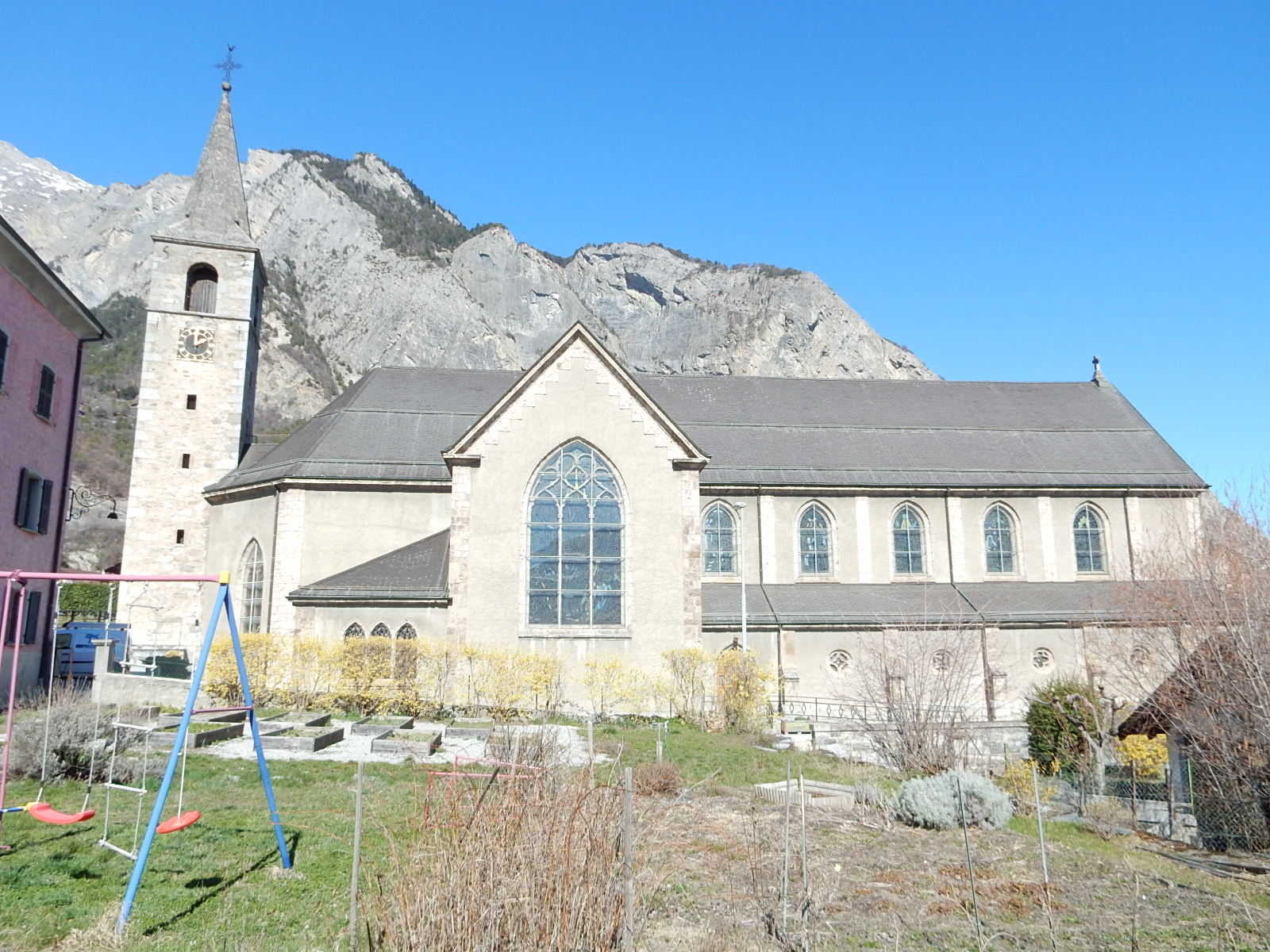
Chamoson, église paroissiale, vue du sud.
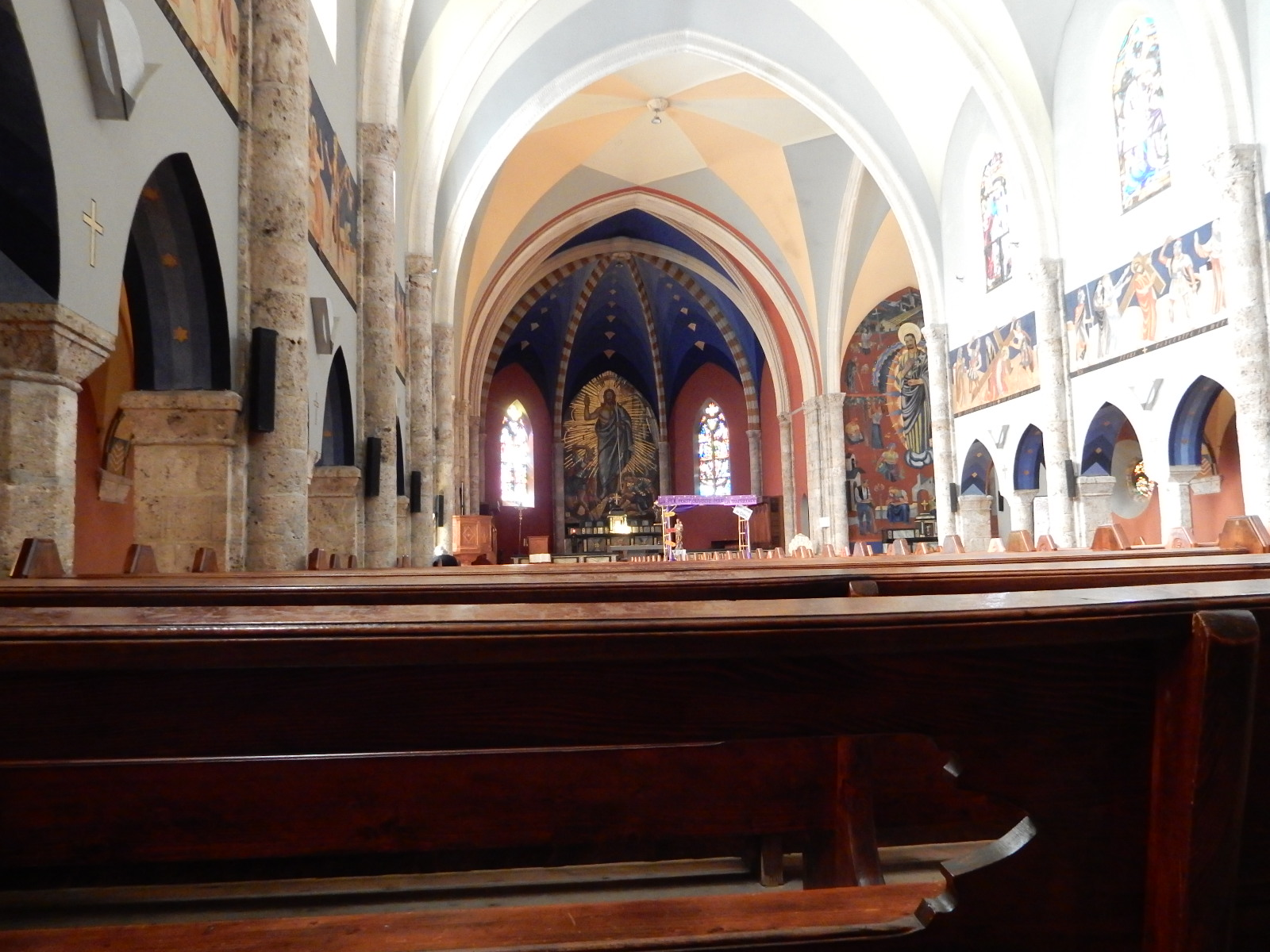
Chamoson, église paroissiale, vue vers le chœur.
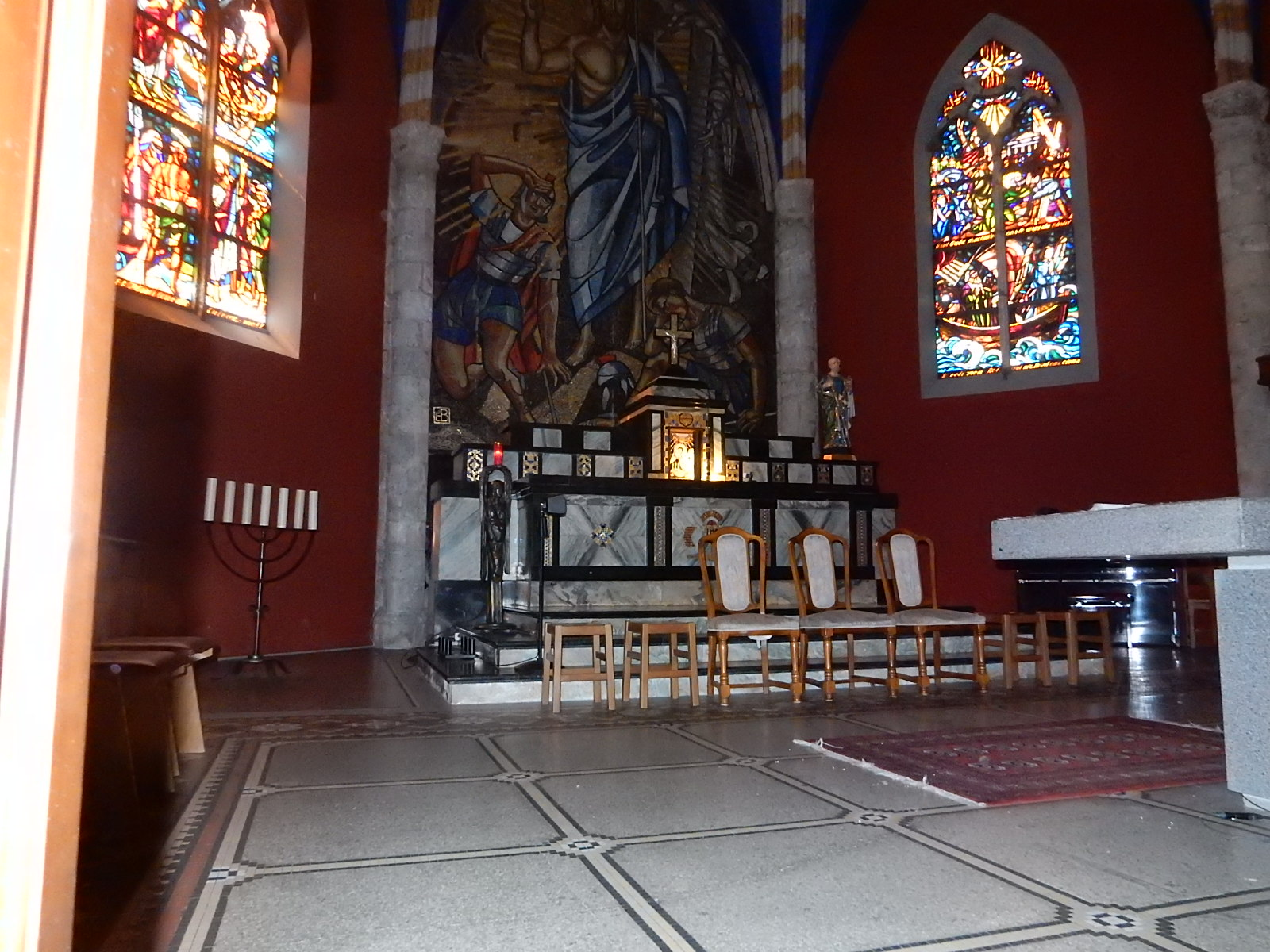
Chamoson, église paroissiale, vue du chœur.

Village. Maisons de pierre, en partie ornées de décors peints du XIXe siècle. Maison paysannes. École bâtie en 1920-1940 par les architectes Lucien Praz et Robert Tronchet dans le goût Heimatstil valaisan.

### Personnalités liées à la commune
- Antoine Favre (1897-1974), politicien
- Dominique Giroud (1971-), viticulteur
- Alexandre Posse (1986), joueur de hockey
- Albert Schmidt (1912-1977), écrivain
- Hélène Giroud (1864-1950), enseignante et espérantiste
- Safi Martin Yé (1987), comédienne

### Héraldique
| Blason | Blasonnement : « Écartelé d'argent et de gueules. » |

Les armoiries de Chamoson sont attestées sur une pierre sculptée en façade de l'ancienne maison de commune de 1650. Elles auraient été les armes des seigneurs de Chamoson, l'argent remplaçant l'or.

### Fonds d'archives
- Fonds : Chamoson, Commune (1304-1964) [24 mètres].  Cote : CH AEV, AC Chamoson. Sion : Archives de l'État du Valais (présentation en ligne).